# スコティッシュチャレンジカップ
スコティッシュ・プロフェッショナル・フットボールリーグ・チャレンジカップ (Scottish Professional Football League Challenge Cup)は、スコティッシュ・プロフェッショナル・フットボールリーグ (SPFL) が主催するトーナメント方式のサッカー大会である。通称のスコティッシュ・チャレンジカップ (Scottish Challenge Cup) 、あるいは、スポンサー名を冠して2019年までは、アイアンブルーカップ (Irn Bru Cup)、2020年からは、Tunnock's Caramel Wafer Challenge Cupと呼ばれる。

## 概要
SPFLの前身であるスコティッシュ・フットボールリーグ (SFL) によって創設された下部リーグ所属クラブを主体としたカップ戦である。当初はトップリーグを除くSFL/SPFLの28、もしくは30チームの参加で大会を開催していたが、2011-12シーズンからはSPFLの下位リーグにも出場枠が与えられ、2016-17シーズン以降はスコットランド域外からもゲストチームが参加している。
2018-19シーズンは58チームが参加した。内訳はSPFLが30、スコティッシュ・プレミアシップ所属クラブのU-20チームが12、ハイランド・リーグとローランドリーグ（地域リーグ）から4、スコットランド域外の4リーグ（NIFLプレミアシップ、ウェルシュ・プレミアリーグ、ナショナルリーグ、リーグ・オブ・アイルランド・プレミアディビジョン）からゲストチームがそれぞれ2となっている。
第1回大会はSFLの100周年を記念して1990-91シーズンに開催された。B&Qセンテナリーカップの名で開催された第1回大会は、ダンディーがエア・ユナイテッドを下して優勝した。大会は当初この1回限りの予定だったが、人気が出たために翌年以降も開催が継続された。